# Ichneumon acosmus
Ichneumon acosmus es una especie de insecto del género Ichneumon de la familia Ichneumonidae del orden Hymenoptera.
 Fue descrita por Kriechbaumer en 1880.